# Sweet Mama
Sweet Mama è un film del 1930 diretto da Edward F. Cline e interpretato da Alice White e David Manners.

## Trama
Trama in inglese su AFI

## Produzione
Il film fu prodotto dalla First National Pictures (controlled by Warner Bros. Pictures Inc.) (come a First National-Vitaphone Picture).

## Distribuzione
Distribuito dalla First National Pictures, il film uscì nelle sale cinematografiche USA il 6 luglio 1930. Nel Regno Unito, prese il titolo Conflict.